# Regine Olsen

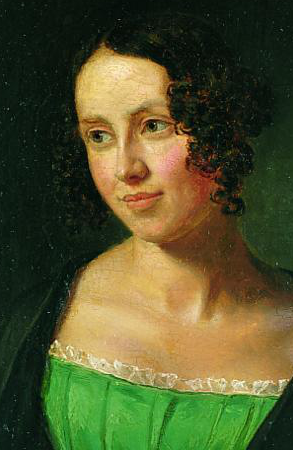
Regine Olsen 1840, Gemälde von Emil Bærentzen

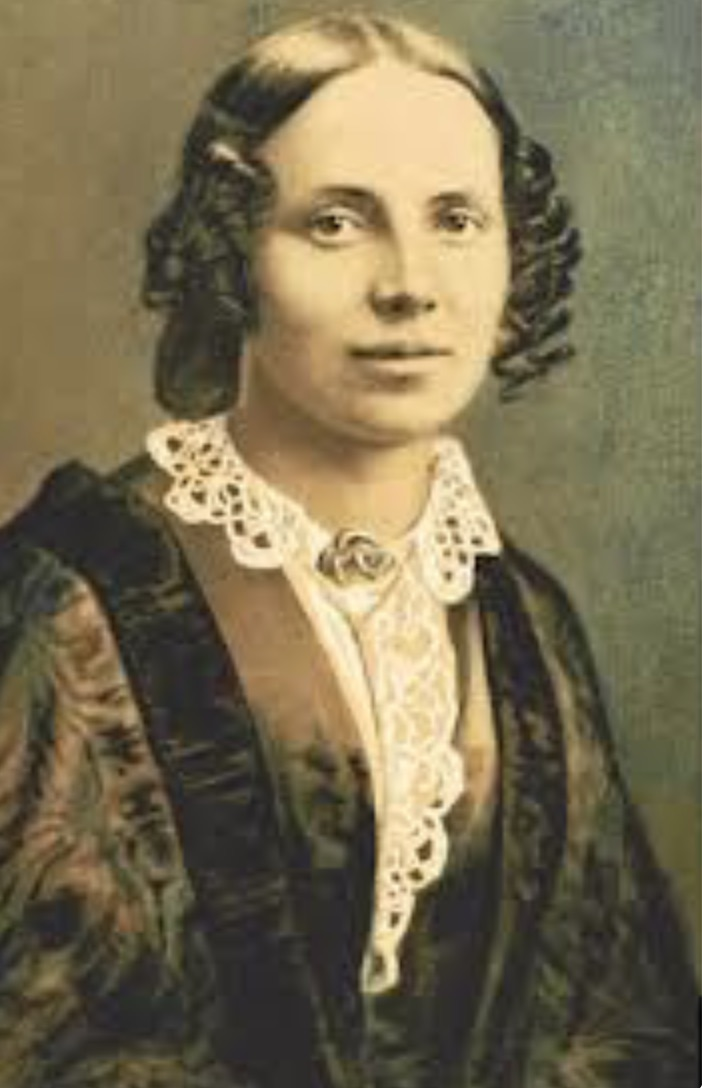
Regine Schlegel geb. Olsen, Fotografie 1870

Regine Schlegel  geb. Olsen  (* 23. Januar 1822 in Frederiksberg; † 18. März 1904 Frederiksberg) war eine dänische Frau, die durch die komplizierte Beziehung des dänischen Philosophen und Theologen Søren Kierkegaard (1813–1855)  zu ihr in die Literaturgeschichte eingegangen ist.

## Frühe Jahre
Regine Olsen wuchs in einer großbürgerlichen Familie in Frederiksberg auf, einem Vorort von Kopenhagen. Ihr Vater, Regierungsrat Terkel Olsen, ließ seine Tochter vom angehenden Juristen Frederik Schlegel unterrichten. Jahrzehnte später sollte der ihr Ehemann werden.

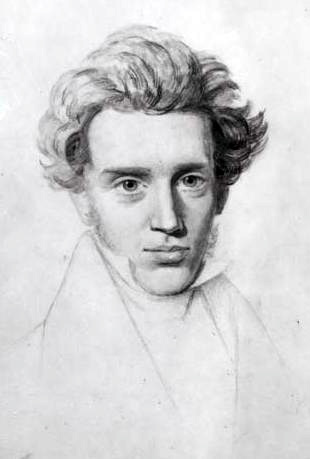
Søren Kierkegaard um 1840

Im Frühjahr 1837 lernte die fünfzehnjährige Regine den neun Jahre älteren Theologiestudenten Søren  Kierkegaard kennen, über den Romano Guardini urteilte: wohl selten ist eine Persönlichkeit komplizierter gewesen als die seine. Die jungen Leute fühlten sich trotz des Altersunterschiedes sofort zueinander hingezogen und begannen eine rege Korrespondenz, von der fast nur Kierkegaards Briefe erhalten blieben.  Der begann, ihre Gedankenwelt und ihr Seelenleben zu beeinflussen, schlug ihr vor, welche Absätze in welchen Büchern sie lesen solle. Er fand  Zugang zu ihrer Familie, die ihn wohlwollend aufnahm. Kurz nachdem Kierkegaard im Juli 1840  seine theologische Staatsprüfung an der Universität Kopenhagen bestanden hatte, verlobte er sich am 10. September  mit Regine.
Aus seinen Tagebüchern (denen allerdings nicht immer zu trauen ist) und Briefen geht hervor, dass  ihm schon Tage später Zweifel an einem künftigen Verlauf ihrer Liebe kamen. Zweifel, ob sie mit seiner religiösen Bestimmung und seiner vom Vater vererbten Schwermut vereinbar sei. Und laut einem undatierten Brief an einen Freund auch Zweifel daran, ob seine Liebe zu Regine für den Bestand einer Ehe ausreichte:
Ganz kann ich mir nicht darüber klar werden, welchen Eindruck sie auf mich gemacht hat. Denn sicher ist, dass sie sich mir beinahe anbetend ergeben hat, mich gebeten hat, sie zu lieben, es hat mich in einem solchen Grade gerührt, dass ich alles für sie wagen wollte. Jedoch, wie sehr ich sie liebte, so zeigt auch dies, dass ich dauernd habe vor mir verbergen wollen, wie sehr sie mich eigentlich gerührt hat, was sich doch eigentlich nicht zum Erotischen verhält.
Dreizehn Monate nach der Verlobung, am 11. Oktober 1841, schickte Kierkegaard seinen Ring zurück, löste die Verlobung auf.
Regine Olsen war darüber schockiert, verzweifelt, bat Kierkegaard vergebens, zu ihr zurückzukehren. In Sorge um den Seelenzustand seiner Tochter suchte Terkel Olsen den Studenten auf und bat ihn ebenfalls vergeblich, die folgenschwere Entscheidung zurückzunehmen. Der bot Regine an, nach außen hin den Bruch des Verlöbnisses, das sich in Kopenhagen herumgesprochen hatte, so darzustellen, als sei er von ihr ausgegangen. Sie lehnte ab. In Tagebüchern und Briefen  hielt Kierkegaard fest, er sei in dieser Zeit zutiefst im Inneren zerrissen und verzweifelt gewesen. Nach dem Zerwürfnis verließ er Kopenhagen und  reiste zu Studienzwecken für fünf Monate nach Berlin.

## Entlobt
Von 1843 an schrieb Kierkegaard ununterbrochen Bücher, insgesamt 55. Wegen einer Erbschaft von seinem verstorbenen Vater konnte er es sich leisten, sie zu veröffentlichen. Das geschah häufig  unter Pseudonym, doch der richtige Name des Autors sprach sich im damals rund 120 000 Einwohner zählenden Kopenhagen schnell herum. Und auch, dass Regine Olsen das Vorbild des Mädchens Cordelia in seinen Schriften sein musste. Das kleine Satireblatt Corsaren brachte Karikaturen über ihn. Regine Olsen verfolgte die Arbeiten Kierkegaards. Und so konnte sie lesen, dass er ihre Beziehung bei aller Liebe ausführlich sezierte, von allen Seiten beleuchtete und Intimes mehr oder weniger literarisch verschleiert der Öffentlichkeit preisgab.
In seinen Werken trägt sie den Namen Cordelia. Sein Romanheld Johannes beschreibt Cordelia unter anderem so: Sie ist streng erzogen, dafür ehre ich ihre Eltern noch im Grabe; ich könnte der Tante dafür um den Hals fallen. Sie hat die Freuden der Welt nicht kennengelernt, ist nicht von Albernheiten übersättigt. Sie ist stolz, sie bietet all dem Trotz, was anderen Mädchen Freude macht, so soll es sein. Dies ist ein Widerspruch, aus dem ich meinen Vorteil ziehen werde. Putz und Pracht gefallen ihr nicht in der gleichen Weise, wie anderen jungen Mädchen; sie ist ein wenig polemisch, aber das muss ein junges Mädchen, das so schwärmerisch ist wie sie, auch sein. Sie lebt in der Welt der Fantasie. Fiele sie in unrechte Hände, dann könnte etwas sehr Unweibliches aus ihr werden, eben, weil in ihr so viel Weiblichkeit ist.
Oder Johannes kommentiert: Nein, erst wenn man erreicht, dass ein junges Mädchen nur eine einzige Aufgabe für seine Freiheit hat, die nämlich, sich hinzugeben, dass sie darin ihre ganze Seligkeit fühlt, dass sie sich diese Hingabe nahezu erfleht und doch frei ist – erst dann ist es Genuss, dazu aber gehört stets geistiger Einfluss.

## Johan Frederik Schlegel

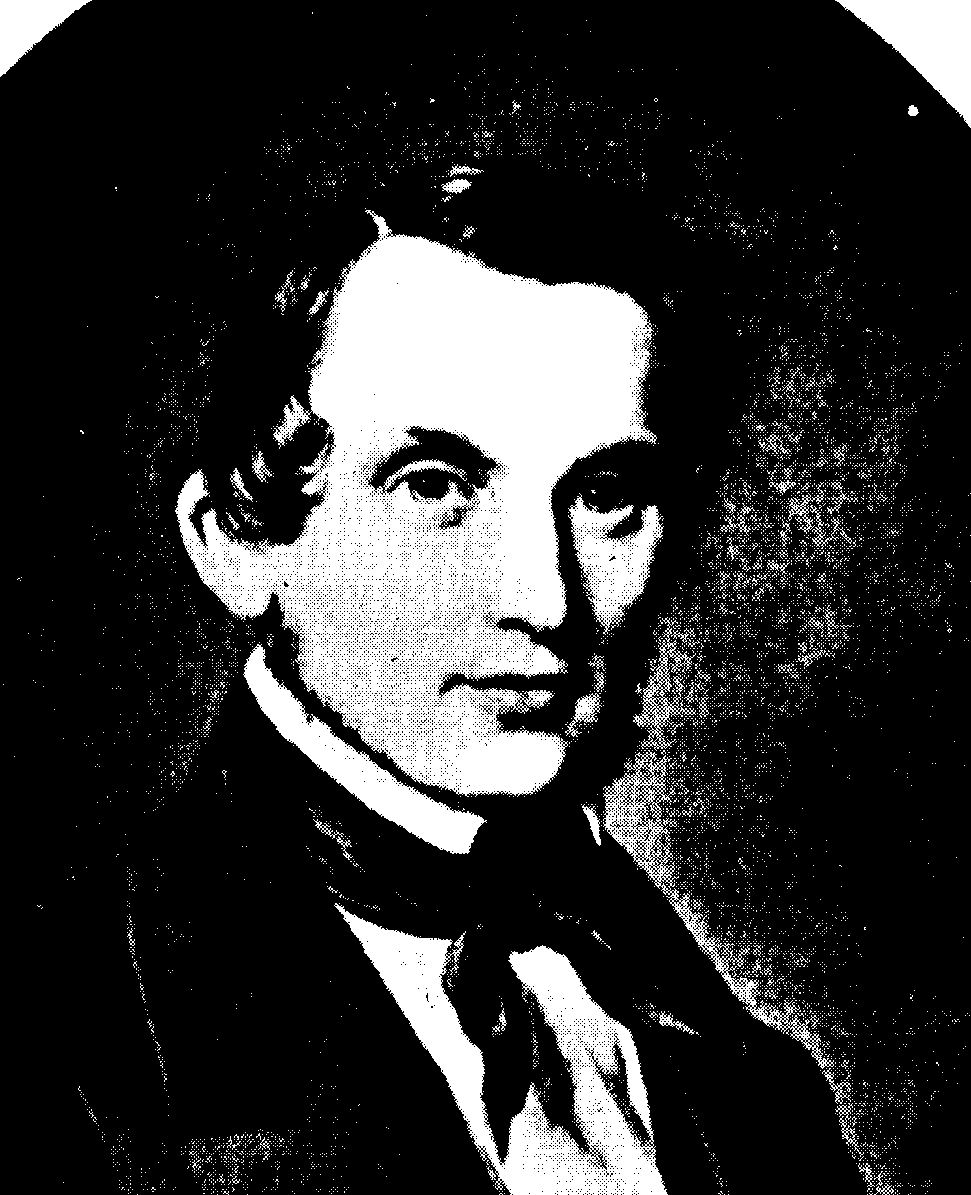
Frederik Schlegel

Am 3. November 1847 heiratete Regine Olsen ihren früheren Lehrer, den kunstinteressierten Juristen und höheren Verwaltungsbeamten  Johan Frederik Schlegel. Dem Vernehmen nach gestaltete sich die Ehe glücklich.  Søren Kierkegaard war fassungslos, empört, er war davon ausgegangen, dass sie ihm trotz allem ewig die Treue halten würde. Von da an fand sich in seinen Werken zunehmend Verachtung für Frauen. Kierkegaard bemühte sich weiterhin, flüchtige Begegnungen mit Regine auf der Straße oder in der Kirche zu analysieren, notierte jede Geste, hoffte zeitweise auf eine Annäherung. Als er 1849 Kenntnis vom Tod ihres Vaters erhielt, schickte er Schlegel einen Brief mit der Bitte, ihn ihr zu übergeben. Der schickte ihn ungeöffnet zurück. 1850 wurde Frederik Schlegel zum Gouverneur der Kolonie Dänisch-Westindien ernannt. Vor der Abreise des Ehepaars sah Kierkegaard Regine zum letzten Mal aus der Ferne.
Kierkegaard fand am 11. November 1855 nach einem Schlaganfall den Tod. Die Schlegels kehrten 1860 nach Kopenhagen zurück. Frederik Schlegel starb 1896. Regine Schlegel lebte bis 1904 in Kopenhagen. Sie gab Wissenschaftlern, die Näheres über ihre Beziehung zu Kierkegaard wissen wollen, Auskunft und genehmigte die Veröffentlichung seiner Briefe an sie. Ob sie Briefe zurückhielt, ist nicht bekannt.

## Anmerkung
Generationen von Wissenschaftlern beschäftigten und beschäftigen sich mit Kierkegaards Werken. Sie werten Kierkegaard vorwiegend als einen der großen Philosophen und religiösen Schriftsteller und sind sich weitgehend darin einig, dass seine Werke ohne den Einfluss Regine Olsens  nicht zu denken seien. Seine Beziehung zu ihr wird sehr unterschiedlich beurteilt. Sie wird als eine der großen Liebesgeschichten der Weltliteratur ebenso benannt wie eine Geschichte religiöser Selbstzweifel bis hin zum Vorwurf, es handle sich um einen Fall seelischen Missbrauchs.

## Literatur

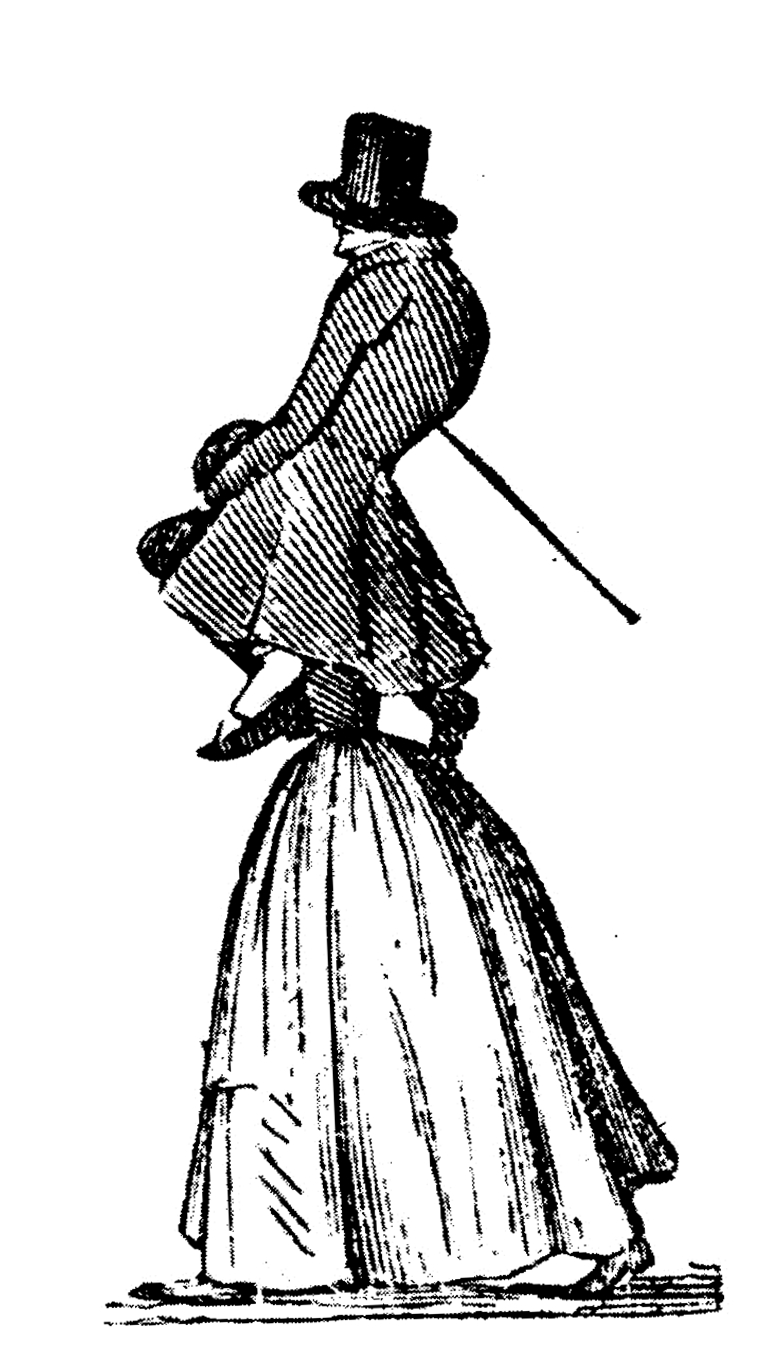
Karikatur aus dem Satireblatt Corsar: S.K., sein Mädchen trainierend.